# Pseudamaryllis nonconstricta
Pseudamaryllis nonconstricta is een vlokreeftensoort uit de familie van de Amaryllididae. De wetenschappelijke naam van de soort is voor het eerst geldig gepubliceerd in 1981 door Andres.